# Idrogetto

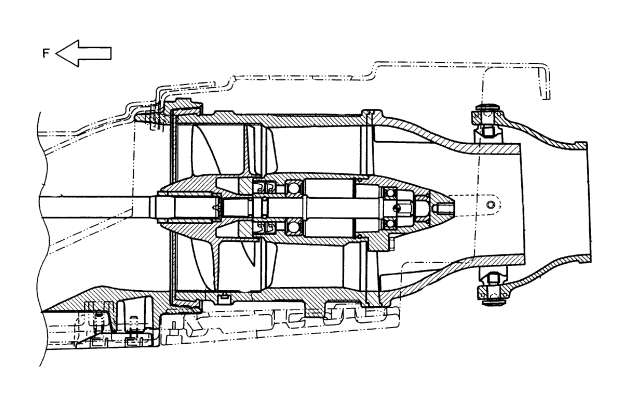
Tipico idrogetto con pompa assiale per moto d'acqua

L'idrogetto è un sistema di pompaggio o di propulsione nautico complementare composto da un ugello e da una pompa che fornisce la potenza necessaria per il getto. La pompa può essere assiale o centrifuga. Nel primo caso sostanzialmente è come se l'elica fosse intubata e integrata con un ugello di uscita/direzione. È stato inventato da Secondo Campini nel 1931, e poi commercializzato da Sir William Hamilton in Nuova Zelanda, il quale nel 1939 fondò la società omonima ancora in attività e che attualmente produce sistemi ad altissime prestazioni per mezzi nautici e navi veloci. Un idrogetto viene usato anche come pompa di ricircolo nel reattore nucleare ad acqua bollente classico della General Electric.

## Storia
Il principio dell'idrogetto può essere fatto risalire al 1661 quando Toogood e Hayes fornirono la descrizione di un'imbarcazione che aveva un canale centrale nel quale era installato o un pistone o una pompa centrifuga per fornire la potenza motrice.
Il 3 dicembre 1787, l'inventore James Rumsey presentò la dimostrazione di un'imbarcazione spinta da un getto d'acqua utilizzando una pompa a vapore per dirigere un getto d'acqua da poppa. Questo avvenne sul fiume Potomac a Shepherdstown, in Virginia (oggi Virginia Occidentale) di fronte a una folla di testimoni, tra i quali il generale Horatio Gates. L'imbarcazione, lunga 50 piedi, viaggiò per circa mezzo miglio verso monte prima di tornare al molo. Si riferì che l'imbarcazione avesse raggiunto la velocità di quattro miglia orarie viaggiando contro corrente.
Nell'aprile 1932, l'ingegnere italiano Secondo Campini esibì a Venezia un'imbarcazione spinta a getto. L'imbarcazione raggiunse una velocità massima di 52 km/h, una velocità paragonabile a quella di un'imbarcazione con un motore convenzionale di pari potenza. La Marina Italiana, che aveva finanziato lo sviluppo dell'imbarcazione, non emise alcun ordine di acquisto ma vietò la vendita del progetto all'estero. La prima moderna imbarcazione a getto fu sviluppata dall'ingegnere neozelandese Sir William Hamilton verso la metà degli anni '50.

## Utilizzo
È un sistema ormai molto conosciuto poiché equipaggia tutte le moto d'acqua più diffuse e per cui vengono organizzate anche competizioni nazionali ed internazionali. È anche utilizzato per la propulsione di molte imbarcazioni, motoscafi e navi veloci in campo civile e militare.

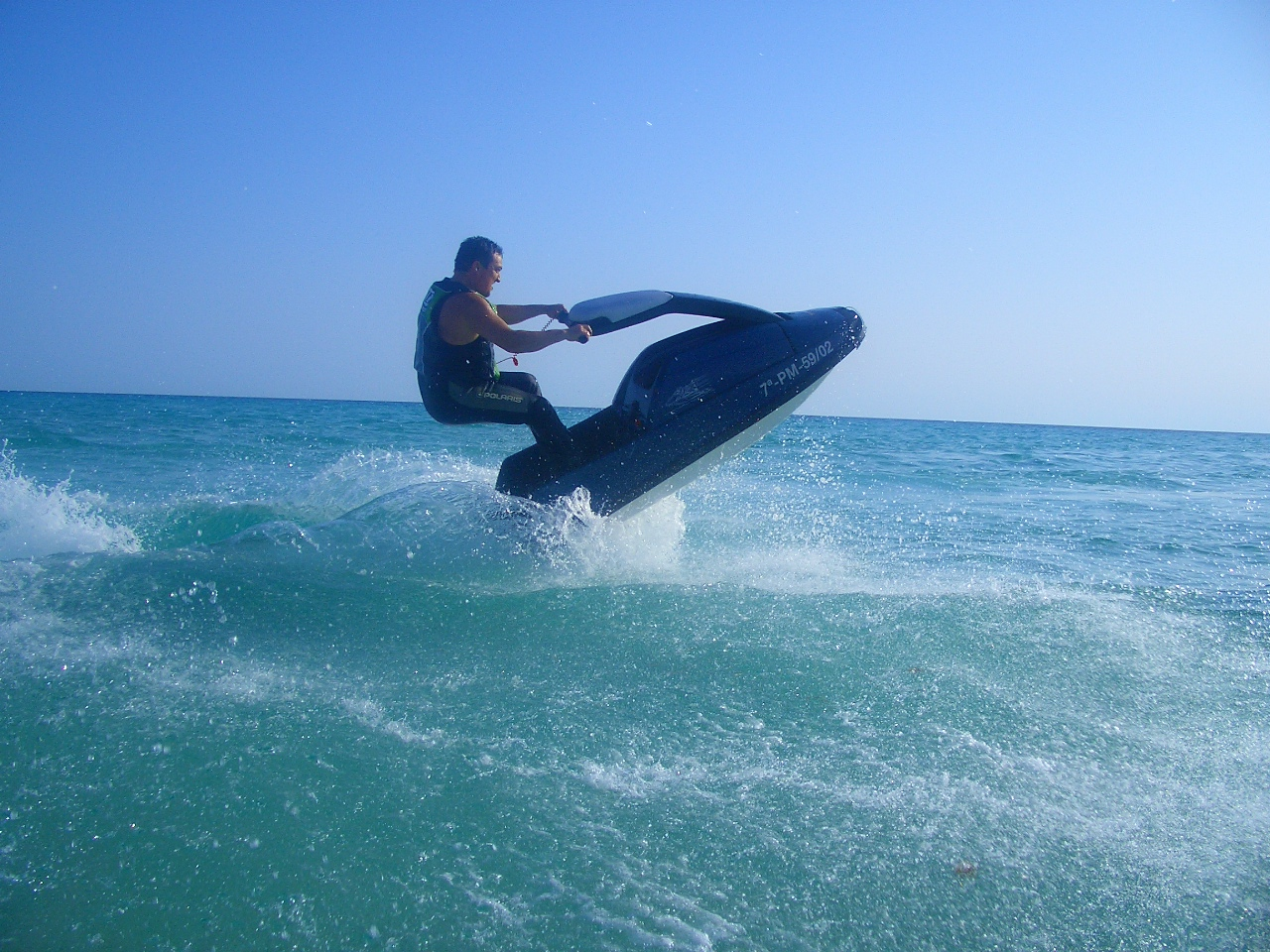
Una moto d'acqua

## Caratteristiche
È un sistema di propulsione molto sofisticato che viene assemblato in specifiche imbarcazioni in sostituzione delle eliche tradizionali, permettendo così di realizzare mezzi nautici con prestazioni molto elevate. L'elica vera e propria è in pratica un elicoide metallico o in composito intubato a cui l'acqua viene convogliata da un'apertura posta sotto lo scafo. Tale sistema favorisce quindi la navigabilità in bassi fondali, oltre ad offrire una più elevata manovrabilità in sterzata, poiché l'acqua viene convogliata nella direzione di sterzo attraverso l'ugello di uscita. La società leader è la HamiltonJet in Nuova Zelanda e in Italia viene prodotto dalla Castoldi Jet. Nelle navi e imbarcazioni viene generalmente montato in posizione esterna nello specchio di poppa, mentre nelle moto d'acqua è integrato nella carena.

## Imbarcazioni in Italia
Uno dei mezzi che si è imposto all'attenzione dei media negli anni '90 in ambito internazionale è il Destriero, che montava 3 idrogetti KaMeWa, nave veloce rivoluzionaria, progettata e utilizzata per infrangere il record di attraversamento dell'Oceano Atlantico per il prestigioso trofeo Nastro Azzurro. Altre navi che equipaggiano idrogetti sono i traghetti super veloci della Tirrenia Scatto, Guizzo e le unità Jupiter, attualmente non più operativi. Uno dei modelli più performanti in assoluto operanti in Italia è il traghetto super veloce con tecnologia a "penetrazione d'onda" (wave piercing) Pescara Jet della SNAV prodotto dalla australiana Incat. In ambito militare equipaggia diverse moderne vedette della Guardia di Finanza e della Guardia Costiera, in particolare le unità di ricerca e salvataggio (SAR) CP 803 dei cantieri Codecasa. Sempre in Italia è da segnalare la casa produttrice di motori fuoribordo Carniti, che fu la prima azienda a installare questo sistema di propulsione su questo genere di motore.

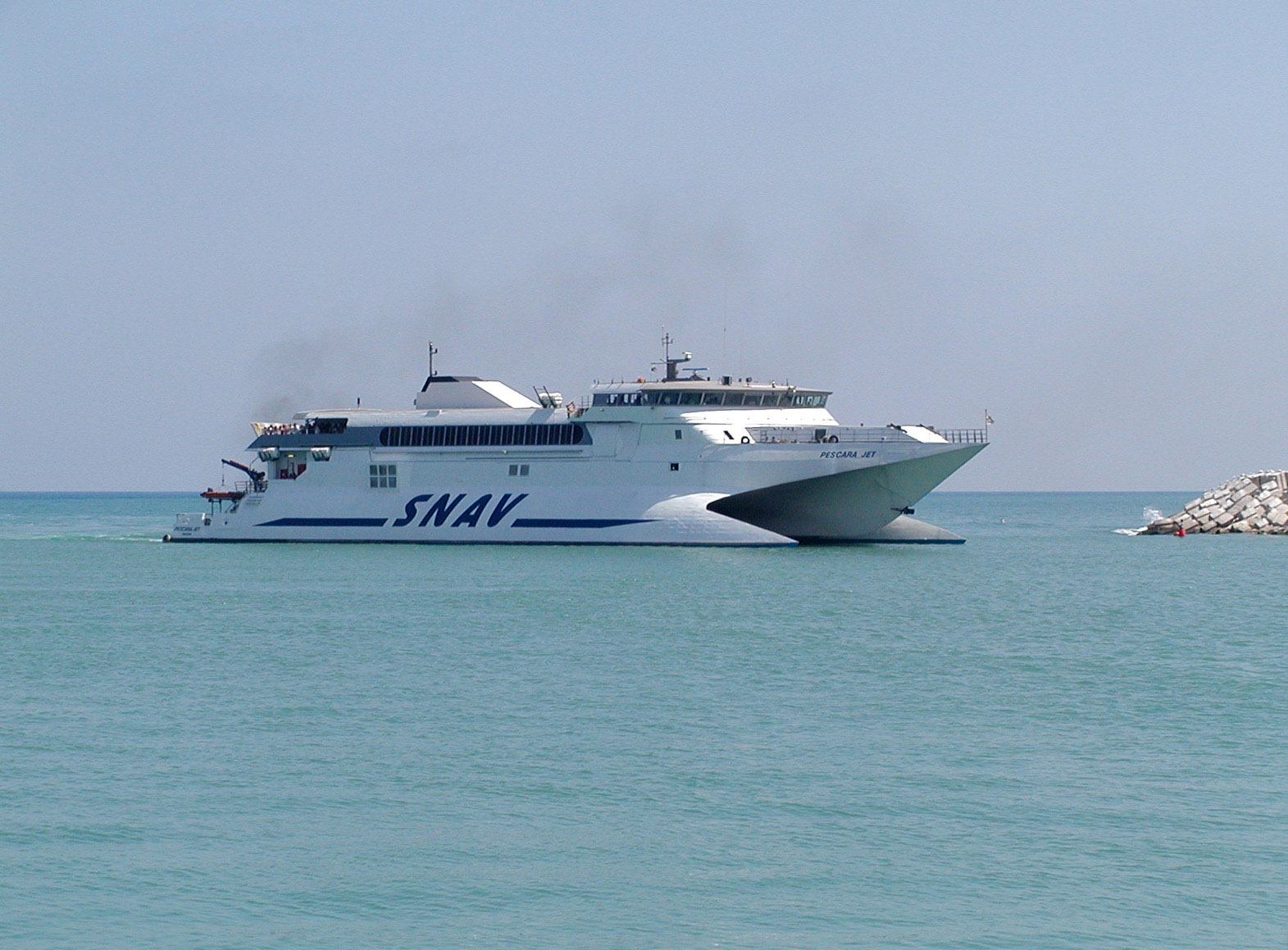
Il Pescara Jet

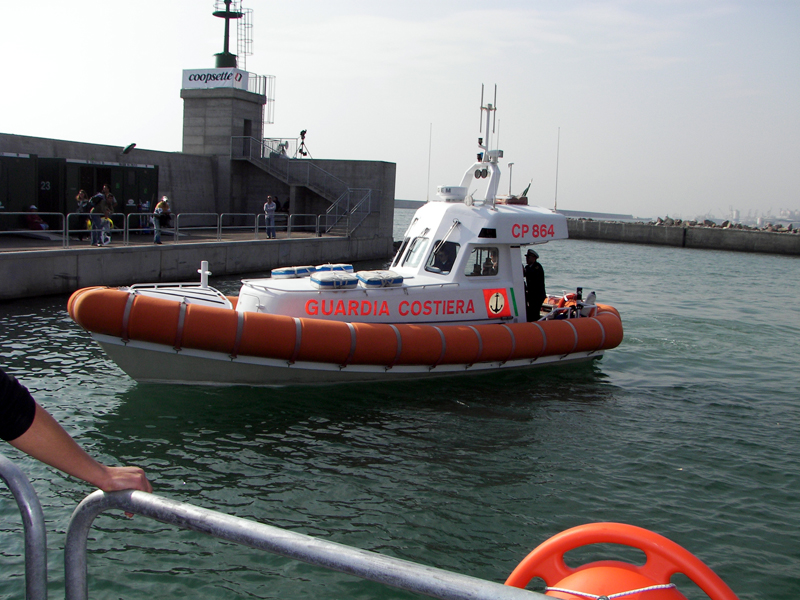
La unità CP 803 della Guardia Costiera